# Luc Lang
Luc Lang (Suresnes, 18 d'octubre de 1956 -) escriptor, teòric de l'art i professor d'estètica francès. Premi Médicis de l'any 2019 per la seva novel·la "La tentation".
De família de classe treballadora, va fer els estudis de lletres dels graus "hypokhâgne" i "khâgne" que el 1976 va finalitzar al Lycée Jules-Ferry de París.
És professor i ensenya estètica a "l'École Nationale Supérieure des Beaux-Arts de Cergy-Pontoise" de París.

## Obres destacades i premis
- 1988: Voyage sur la ligne d'horizon, Premi Jean Freustié
- 1991: Liverpool marée haute, Prix de Picardie
- 1995: Furies
- 1998: Mille six centes ventres. Premi Goncourt des lycéens.
- 2001: Les Indiens
- 2006: La fin des paysages.
- 2008: Cruels,13.
- 2010: Esprit chien
- 2012: Mother
- 2014: L'Autoroute
- 2016: Au commencement du septième jour, novel·la de 500 pàgines i segons el mateix autor influenciada per l'obre de per Cormac McCarthy[3]
- 2019: La Tentation, Premi Médicis del 2019

A part de les novel·les, ha publicat monografies d'artistes com Willem de Kooning, Charlotte Salomon, Jean Hélion, Giovanni Anselmo, Daniel Livarstowski ó Daniel Pontoreau i nombrosos articles d'estètica sobre art contemporani en catàlegs d'exposicions, obres col·lectives o quaderns de recerca.